# برزة (مقاطعة إسلام آباد غرب)
برزة (بالفارسية: برزه) هي قرية تقع في قسم حومة الشمالي الريفي (مقاطعة إسلام آباد غرب) في إيران. يقدر عدد سكانها بـ 303 نسمة .